# Ползела (община)
Община Ползела (словен. Občina Prebold) — одна з общин Словенії. Адміністративним центром є місто Ползела.

## Населення
У 2011 році в общині проживало 5971 осіб, 2892 чоловіків і 3079 жінок. Чисельність економічно активного населення (за місцем проживання), 2402 осіб. Середня щомісячна чиста заробітна плата одного працівника (EUR), 751,34 (в середньому по Словенії 987.39). Приблизно кожен другий житель у громаді має автомобіль (50 автомобілі на 100 жителів). Середній вік жителів склав 41,7 роки (в середньому по Словенії 41.8). 